# Цзиннин-Шэский автономный уезд
Цзинни́н-Шэ́ский автономный уезд (кит. упр. 景宁畲族自治县, пиньинь Jǐngníng Shēzú zìzhìxiàn) — автономный уезд городского округа Лишуй провинции Чжэцзян (КНР).

## История
Во времена империи Мин в 1452 году из уезда Цинтянь был выделен уезд Цзиннин (景宁县).
После образования КНР в 1949 году был создан Специальный район Лишуй (丽水专区), и уезд вошёл в его состав. В 1952 году Специальный район Лишуй был расформирован, и уезд перешёл в состав Специального района Вэньчжоу (温州专区). В 1958 году был расформирован уезд Юньхэ, а его территория была разделена между уездами Цзиннин, Лунцюань и Лишуй. В 1960 году уезд Цзиннин был присоединён к уезду Лишуй. В 1962 году был вновь создан уезд Юньхэ (в состав которого вошли и земли бывшего уезда Цзиннин).
В 1963 году Специальный район Лишуй был воссоздан, и уезд Юньхэ перешёл в его состав. В 1973 году Специальный район Лишуй был переименован в Округ Лишуй (丽水地区).
В июне 1984 года из уезда Юньхэ были выделены земли бывшего уезда Цзиннин, на которых был образован Цзиннин-Шэский автономный уезд.
В 2000 году округ Лишуй был преобразован в городской округ.

## Административное деление
Уезд делится на 2 уличных комитета, 4 посёлка и 16 волостей.